# Kolga-Aabla
Kolga-Aabla est un village de la paroisse de Kuusalu dans le Harjumaa en Estonie. Le village a 113 habitants(01/01/2012) .
Le village est situé sur la péninsule de Juminda.

## Galerie

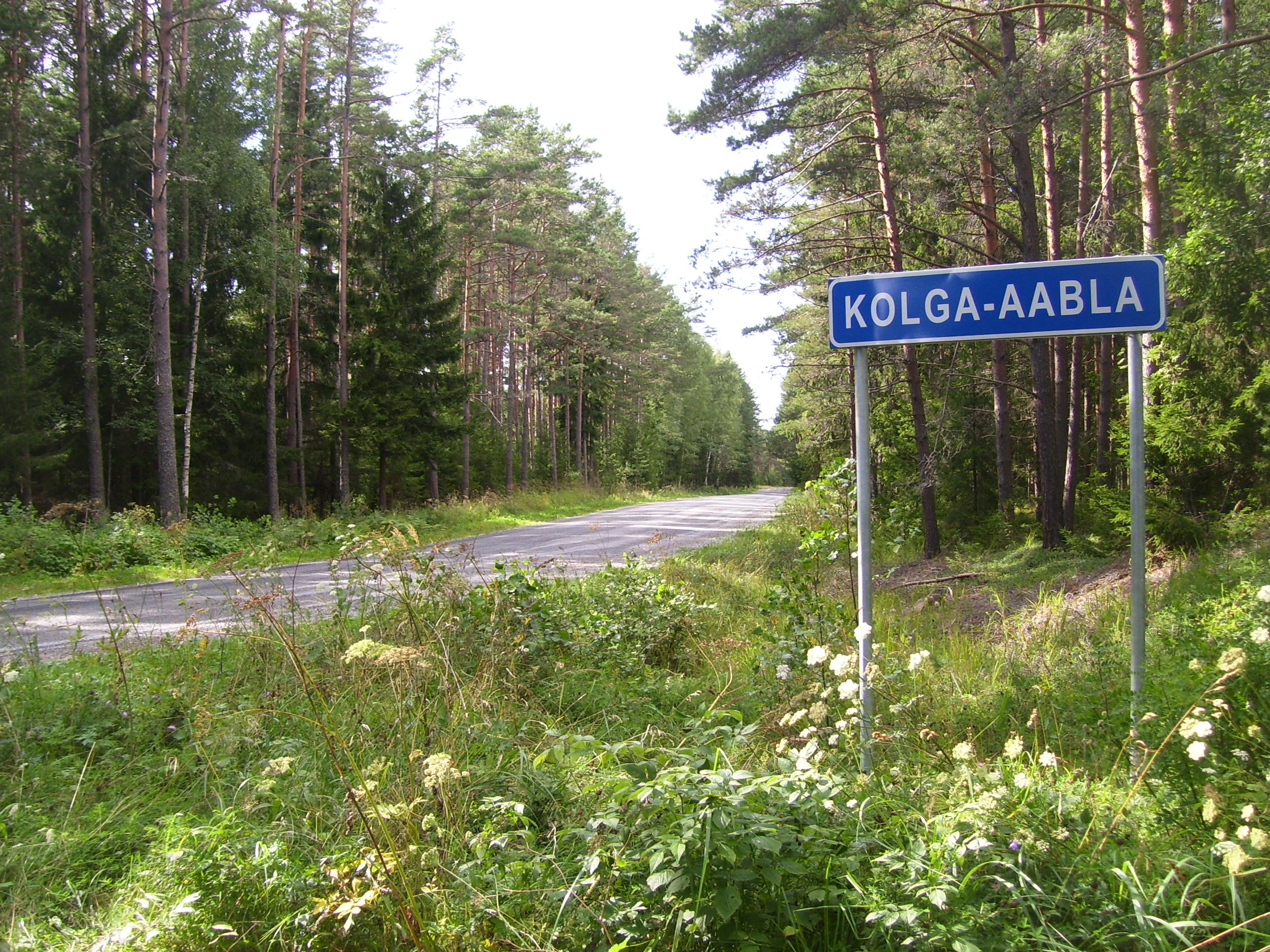
Entrée de Kolga-Aabla par Pedaspea.
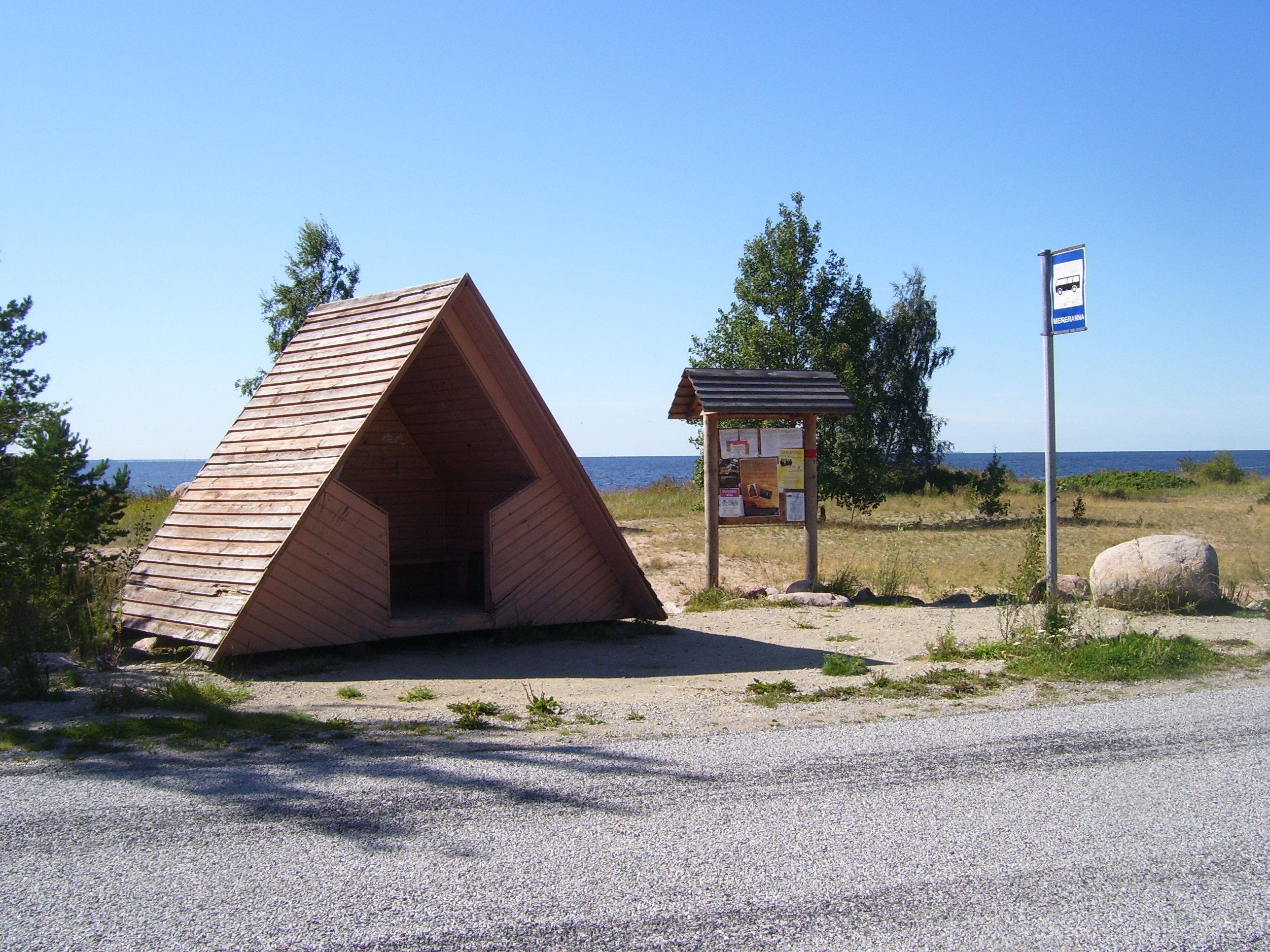
Arrêt de bus.
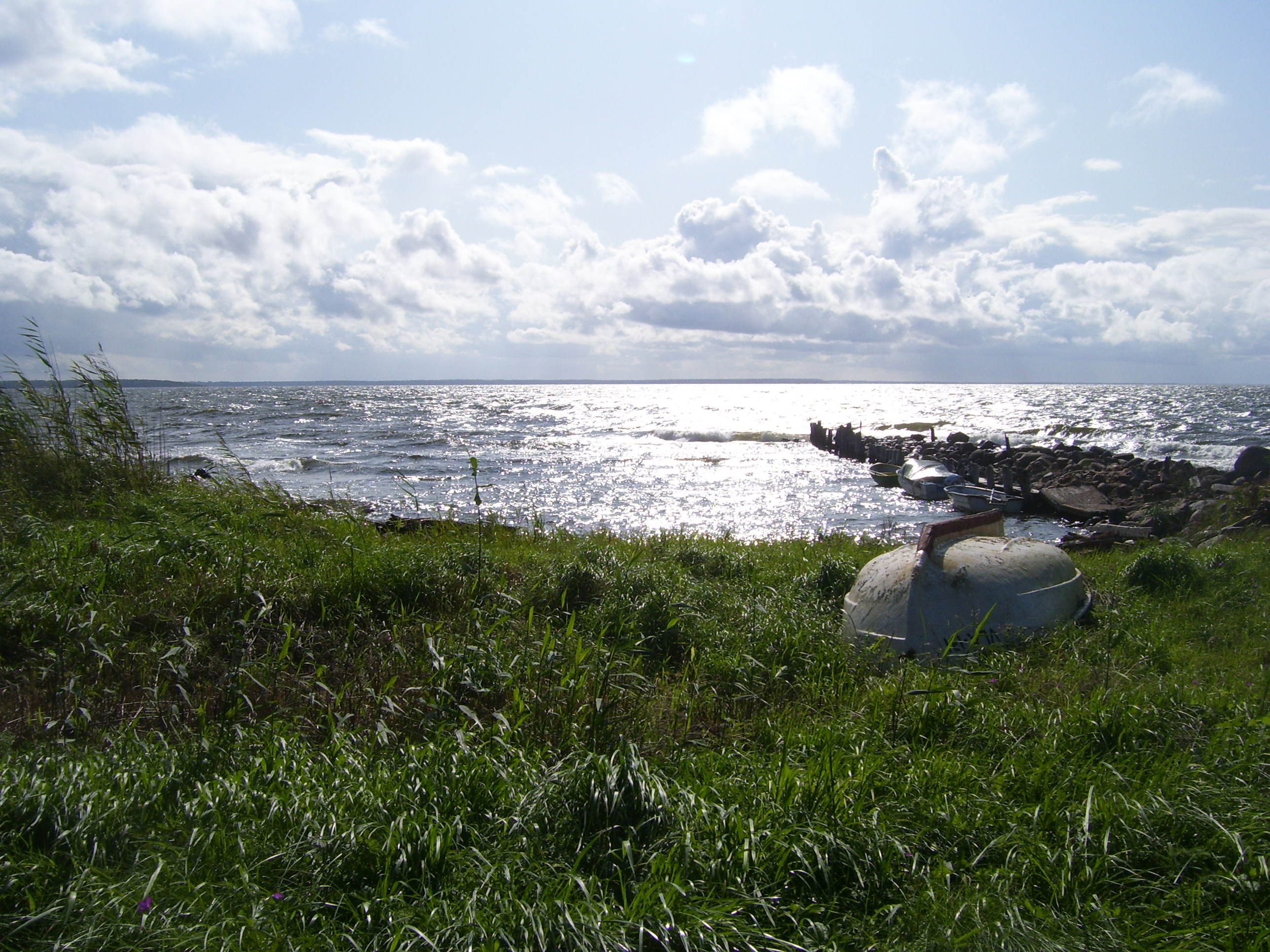
Le vieux port.
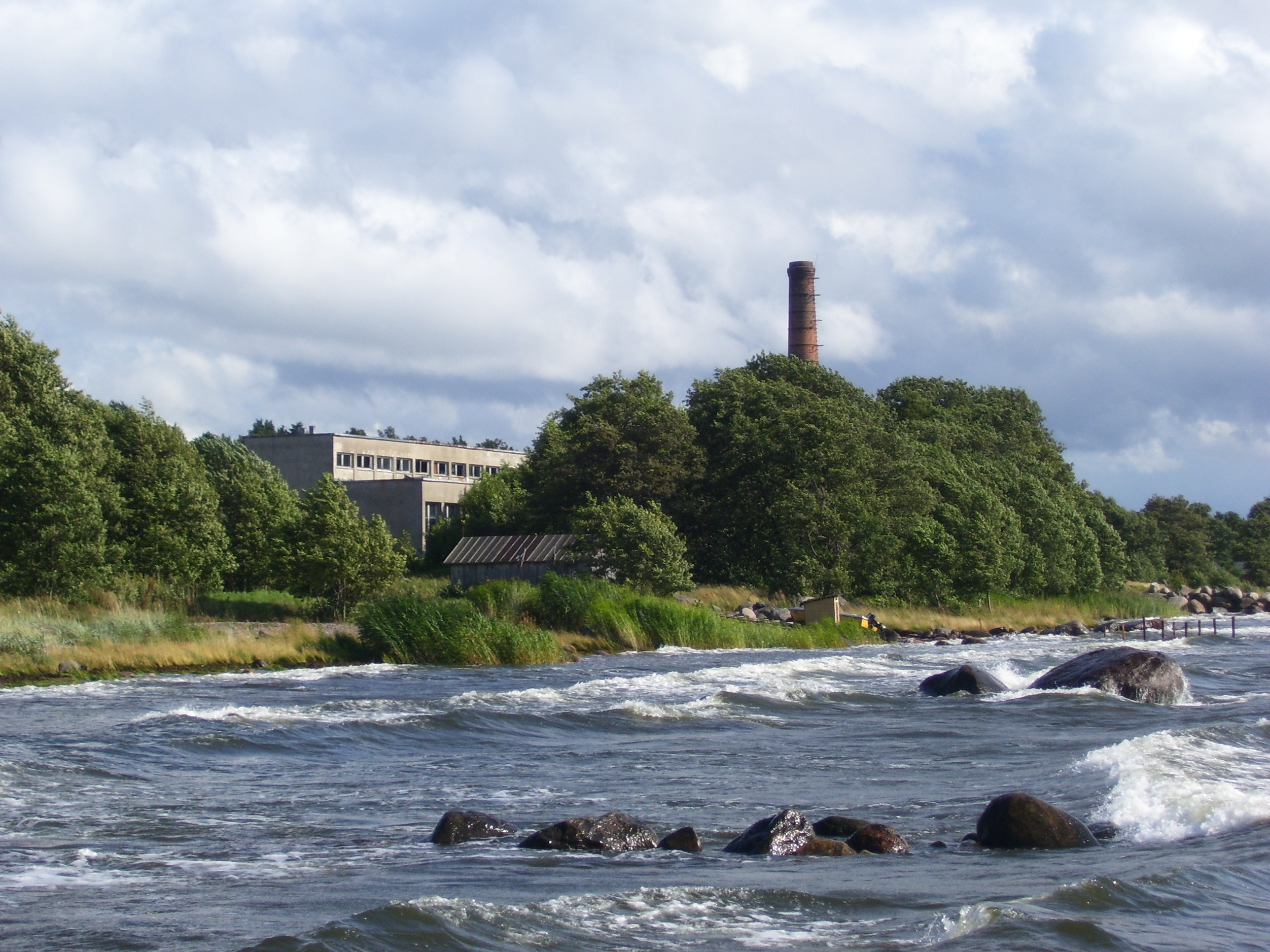
Une ancienne usine.